# Coglès
Coglès foi uma comuna francesa na região administrativa da Bretanha, no departamento Ille-et-Vilaine. Estendia-se por uma área de 17,4 km². Em 2010 a comuna tinha 650 habitantes (densidade: 37,4 hab./km²).
Em 1 de janeiro de 2017, passou a formar parte da nova comuna de Les Portes du Coglais.